# Тыква вонючая
Ты́ква воню́чая, или ты́ква бу́йвола, или ты́ква койо́та (лат. Cucurbita foetidissima) — многолетнее растение рода Тыква, семейства Тыквенные (Cucurbitaceae), произрастающее в диком виде на юго-западе США и северо-западе Мексики.

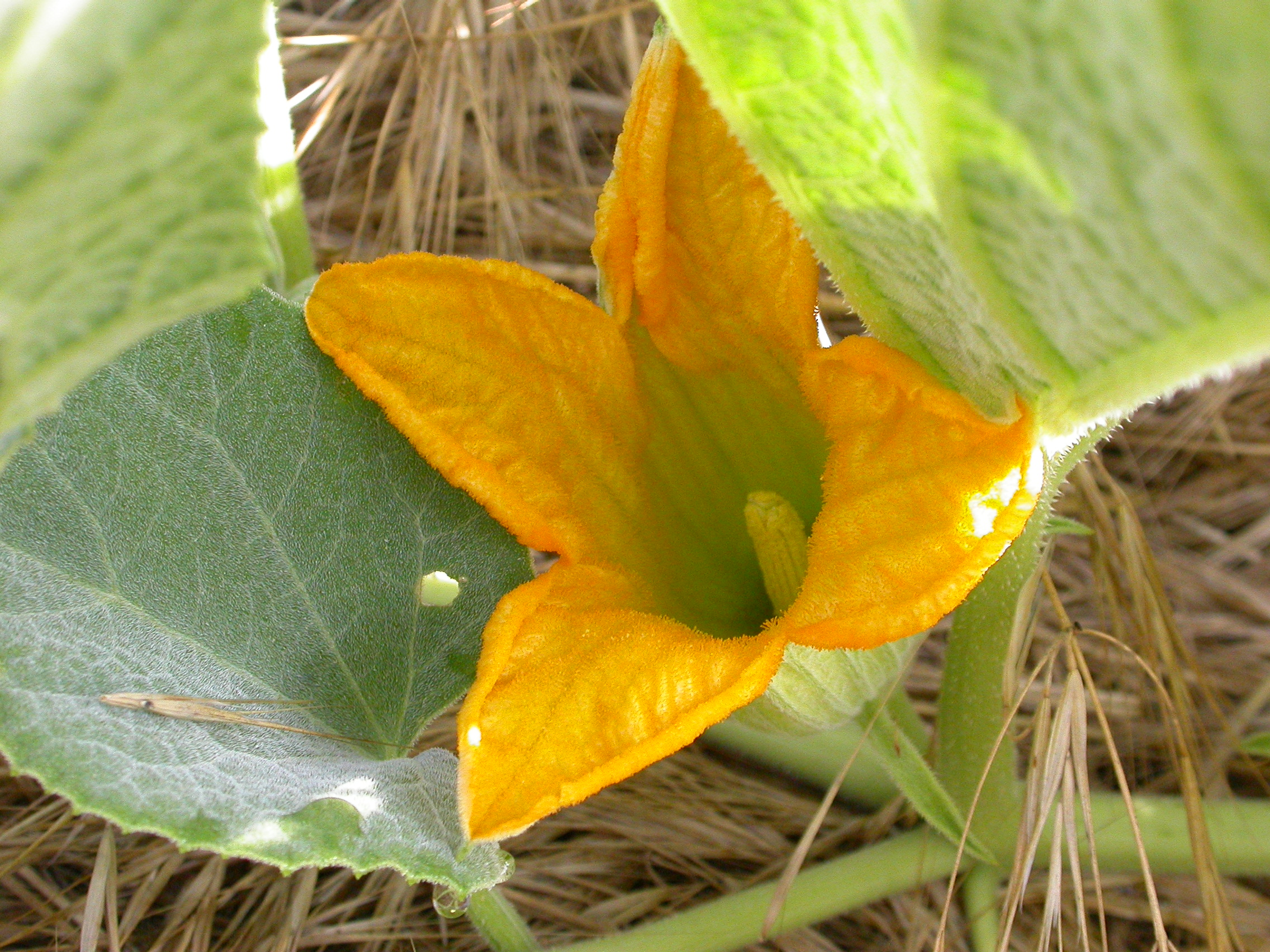
Цветок тыквы вонючей

## Использование
Незрелые плоды съедобны в варёном виде. При созревании её мякоть становится ядовитой, а кожура очень прочной. В этой стадии она используется для изготовления музыкальных инструментов. Семена содержат до 26 % жиров и используются для получения масла. Корни пригодны для получения крахмала.
В настоящее время проводятся работы по введению тыквы вонючей в культуру. По некоторым оценкам она, в будущем, способна стать одной из важнейших масличных и продовольственных культур.